# Stora Abborrsjön, Halland
Stora Abborrsjön är en sjö i Kungsbacka kommun i Halland och ingår i Viskans huvudavrinningsområde. Sjön har en area på 0,102 kvadratkilometer och ligger 86,2 meter över havet. Sjön avvattnas av vattendraget Hornå.

## Delavrinningsområde
Stora Abborrsjön ingår i det delavrinningsområde (636175-129251) som SMHI kallar för Utloppet av Stora Horredssjön. Medelhöjden är 78 meter över havet och ytan är 40,96 kvadratkilometer. Det finns inga avrinningsområden uppströms utan avrinningsområdet är högsta punkten. Hornå som avvattnar avrinningsområdet har biflödesordning 2, vilket innebär att vattnet flödar genom totalt 2 vattendrag innan det når havet efter 32 kilometer. Avrinningsområdet består mestadels av skog (74 %). Avrinningsområdet har 5,98 kvadratkilometer vattenytor vilket ger det en sjöprocent på 14,6 %.